# Ap Dijksterhuis
Albert Jan (Ap) Dijksterhuis (Zutphen, 12 november 1968) is een Nederlandse psycholoog, ondernemer, spreker en schrijver en hoogleraar aan de Radboud Universiteit Nijmegen en organisatieadviseur. Hij is gespecialiseerd in het onderbewustzijn en intuïtief denken. 

## Carrière
Dijksterhuis studeerde psychologie aan de universiteit van Nijmegen. In 1996 promoveerde hij cum laude aan dezelfde universiteit. 
Na zijn promotie maakte Dijksterhuis de overstap naar de Universiteit van Amsterdam. In 2006 ging hij terug naar zijn oude universiteit, alwaar hij tot persoonlijk hoogleraar bij de Faculteit der Sociale Wetenschappen werd benoemd. In 2007 verscheen zijn boek Het slimme onbewuste, dat de invloed van het onbewuste op het denken (met name het nemen van beslissingen) voor leken beschrijft. 
Dijksterhuis is medeoprichter van een onderzoeks- en adviesbureau gespecialiseerd in het toepassen van intuïtie en gedragsverandering.
In 2020 is hij deskundige in het televisieprogramma Wie denk je wel dat je bent?

## Dijksterhuis in de wetenschap
Het onderzoek van Dijksterhuis is niet onomstreden. In de wetenschap is veel kritiek op de gebruikte methodes in zijn onderzoek naar onbewust denken.
In 2013 bleek dat een door Dijksterhuis gevonden effect niet kon worden gerepliceerd. Dijksterhuis zelf weet dit aan methodische tekortkomingen van de betreffende studies.

## Prijzen
- In 2005 ontving Dijksterhuis de Early Career Award van de American Psychological Association (APA).
- In 2007 ontving Dijksterhuis de Theoretical Innovation Prize.